# スコット・マイケル・フォスター
スコット・マイケル・フォスター（Scott Michael Foster、1985年3月4日 - ）は、アメリカ合衆国の俳優。

## 出演作品
- ゼロアワー　禁断の刻限（アロン・マーティン）
- THE RIVER　呪いの川
- カリフォルニケーション シーズン5（タイラー）
- クローザー ファイナル・シーズン
- メル＆ジョー　好きなのはあなたでしょ? シーズン1
- LAW & ORDER： LA
- ＧＲＥＥＫ　～ときめき★キャンパスライフ シーズン2（キャピー）
- ＧＲＥＥＫ　～ときめき★キャンパスライフ シーズン1（キャピー）
- マイ・ライフ〜私をステキに生きた方法〜シーズン1（レオ）
- マイ・ライフ〜私をステキに生きた方法〜シーズン2（レオ）
- BLOOD AND OIL